# Florenville
Florenville (in vallone Floravile) è un comune belga di 10 633 abitanti, situato nella provincia vallona del Lussemburgo.